# Alcoa
Alcoa (NYSE:AA) – to jeden z największych producentów aluminium na świecie. Spółka publiczna notowana na New York Stock Exchange. Firma została założona w 1888 roku przez Charles'a Martina Halla oraz grupę sześciu przemysłowców, kierowaną przez Alfreda E. Hunta, a jej pierwotna nazwa brzmiała: Pittsburgh Reduction Company.
Produkty spółki wykorzystywane są m.in. w przemyśle lotniczym, motoryzacyjnym, zbrojeniowym oraz w transporcie, budownictwie, wydobyciu gazu i ropy, a także w pozostałych gałęziach przemysłu.
Obecnie firma prowadzi swoją działalność w 31 krajach, osiągając w 2011 roku przychód w wysokości 25,0 mld USD.
Według badania waszyngtońskiej organizacji Good Jobs First koncern Alcoa otrzymał ok. 5,6 mld dolarów dotacji z programów federalnych i stanowych w okresie 2010-2013 – był to drugi wynik wśród najbardziej dotowanych firm w USA.
Sezon wyników kwartalnych na giełdach w USA zwyczajowo rozpoczyna Alcoa.